# Nhà hát Chèo Hà Nam

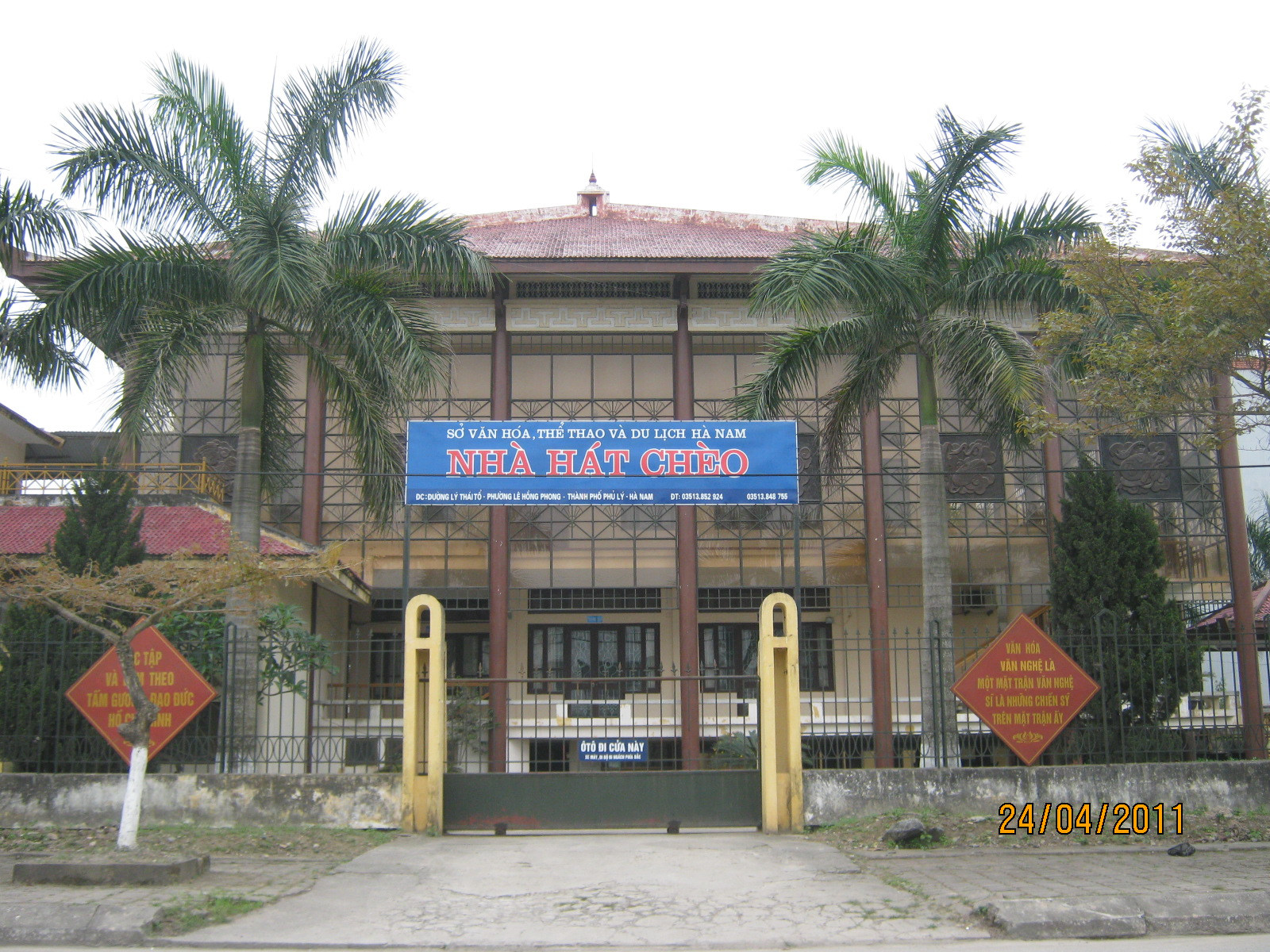
Cổng Nhà hát Chèo Hà Nam

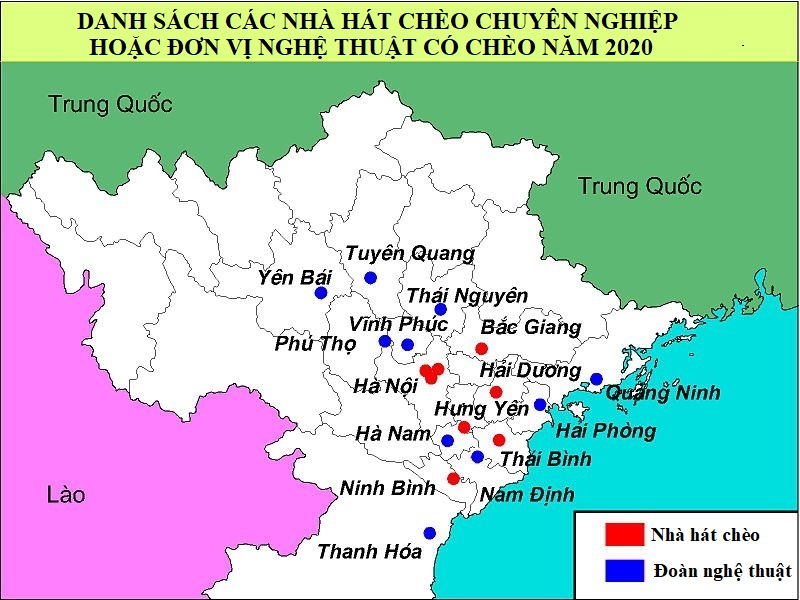
Các đoàn chèo, nhà hát chèo Việt Nam năm 2016

Nhà hát Chèo Hà Nam nguyên là đơn vị hoạt động nghệ thuật chèo chuyên nghiệp tồn tại từ năm 1958 đến năm 2018 thì sáp nhập vào Trung tâm Văn hóa Nghệ thuật tỉnh Hà Nam. So với các đơn vị chèo chuyên nghiệp khác của chiếng chèo Nam thì chèo Hà Nam có quy mô và bề dày thành tích nhỏ hơn vì bị gián đoạn gần 30 năm (1968-1997) bởi sáp nhập cùng các đoàn chèo Nam Định, Ninh Bình thành đoàn Chèo Nam Hà rồi đoàn Chèo Hà Nam Ninh. Ngày 4/12/2018, Nhà hát Chèo Hà Nam hợp nhất với Trung tâm Văn hóa tỉnh Hà Nam thành Trung tâm Văn hóa Nghệ thuật tỉnh Hà Nam.

## Lịch sử hình thành
Nhà hát Chèo Hà Nam đóng tại đường Lý Thái Tổ - Phường Lê Hồng Phong - thành phố Phủ Lý - tỉnh Hà Nam được thành lập theo Quyết định số 1169/QĐ-UBND ngày 25 tháng 10 năm 2010 của UBND tỉnh Hà Nam trên cơ sở nâng cấp Đoàn nghệ thuật chèo Hà Nam. Đây là một nhà hát Chèo của chiếng Chèo xứ Sơn Nam.

### Nghệ thuật Chèo ở Hà Nam
Vùng đất Hà Nam nằm cách trung tâm Hà Nội hơn 50 km, là cửa ngõ phía Nam của Thủ đô, phía Đông giáp Hưng Yên và Thái Bình, phía Nam giáp Nam Định và Ninh Bình, phía Tây giáp Hòa Bình. Hà Nam theo cách nói của cố giáo sư Trần Quốc Vượng là một địa phương nằm trong vùng “ tứ giác nước” đồng bằng châu thổ sông Hồng - một trong những cái nôi lớn nhất của nghệ thuật chèo Việt Nam.
Chiếu chèo làng Ngò ở Hà Nam nổi tiếng từ những năm kháng chiến chống Pháp. Ngày đó, làng đã có những gánh hát nổi tiếng với những tích chèo cổ Quan Âm Thị Kính, Lưu Bình - Dương Lễ… Từ bản sắc của làng, chèo làng Ngò sau khi phục hồi đã vươn xa thành những nhịp cầu văn hóa - tinh thần trong các sinh hoạt đại chúng như chương trình “Làng vui chơi làng ca hát” do Đài truyền hình Việt Nam tổ chức, Giao lưu văn nghệ Hà Nam - Lạng Sơn, Liên hoan Văn hóa - Văn nghệ truyền thống của huyện và các sự kiện: Đại lễ kỷ niệm 1000 năm Thăng Long - Hà Nội, 120 năm Ngày thành lập tỉnh Hà Nam, Đại hội Đảng các cấp tỉnh Hà Nam.
Hà Nam là tỉnh tiên phong trong việc lập hồ sơ đệ trình UNESCO công nhận nghệ thuật hát Chèo là di sản văn hóa phi vật thể đại diện của nhân loại Đây là chủ trương được cụ thể trong theo Quyết định này Quy hoạch phát triển văn hoá, thể dục thể thao tỉnh Hà Nam đến năm 2020, tầm nhìn đến năm 2030.

### Nhà hát Chèo Hà Nam
Tiền thân của nhà hát Chèo Hà Nam là Đoàn chèo Hà Nam được thành lập từ 1958. Mười năm sau, 1968 được sáp nhập với Đoàn chèo Nam Định thành Đoàn chèo Nam Hà, rồi Đoàn chèo Hà Nam Ninh. Tuy nhiên, hành trình đổi mới của Đoàn chèo Hà Nam được đánh dấu bằng sự kiện tỉnh Hà Nam Ninh tách thành hai tỉnh Nam Định và Hà Nam. Ba tháng sau, tức tháng 4 năm 1997, Đoàn chèo Hà Nam có quyết định tái thành lập. Khi đó toàn đoàn chỉ có 12 người trên đủ các lĩnh vực cải lương, ca múa, kịch nói, chèo, được tập hợp và với một cơ sở vật chất quá nghèo nàn… Nòng cốt của đoàn khi mới tái lập chỉ có ba người đã từng là diễn viên chèo: Lương Duyên, Huy Toàn, Tuyết Lan. Các diễn viên khác chỉ hoặc là biết diễn kịch, hoặc là hát mới, hoặc là biết ca cải lương và chưa từng biết hát chèo, diễn chèo.
Sau 5 năm, nghệ sĩ Huy Toàn lên trường Đại học sân khấu điện ảnh làm giảng viên, một số diễn viên trẻ sang đoàn chèo Tổng cục Hậu cần và đoàn chèo Ninh Bình.
Bên cạnh những vở diễn mang đề tài danh nhân truyền thống, lịch sử quê hương như: Bài thơ treo dải yếm đào, Tiếng trống bồ đề; Vua đi cày; Tỉnh rượu lúc tàn canh; Bùi Viên cư sĩ… còn phải kể đến các vở chèo truyền thống như: Lưu Bình Dương Lễ; Súy Vân; hoặc các vở đề tài dân gian, hiện đại: Dòng suối cội nguồn; Người nhà quê; Cõi thế đa đoan; Hoa đồng nội và Đợi đến mùa xuân… Với một phong cách biểu diễn giản dị, nhưng lãng mạn, hiện thực mà tinh tế, vở diễn của đoàn được khán giả chào đón nồng nhiệt. Chương trình ca hát dân gian của đoàn cũng đã được dàn dựng khá công phu do chính Trưởng đoàn chỉ đạo nghệ thuật NSUT Lương Duyên dàn dựng với các tiết mục hát dân ca thấm đẫm chất trữ tình, hát chầu văn; cả nhiều giá hát chầu - đặc sản của Hà Nam cũng đã được khai thác, đưa thành những tiết mục biểu diễn ngợi ca tình yêu, khát khao chung thủy, hướng tới các giá trị Chân, Thiện, Mỹ trong cuộc sống.
Những năm gần đây, đoàn đã có một trụ sở làm việc khá khang trang gồm 2 tầng, tầng 1 là trụ sở làm việc, tầng 2 là sàn tập của diễn viên, nhạc công đồng thời cũng là nơi biểu diễn chiếu chèo Hà Nam. Năm 2010, đội ngũ của đoàn cũng mới chỉ có 27 biên chế, 7 hợp đồng và một lớp học sinh trung cấp gồm 20 em.
Ngày 25 tháng 10 năm 2010 theo Quyết định số 1169/QĐ-UBND của UBND tỉnh Hà Nam, Nhà hát chèo Hà Nam được thành lập trên cơ sở nâng cấp Đoàn nghệ thuật chèo Hà Nam

## Tác phẩm tiêu biểu
Giai đoạn trước 1997: thành tích của Chèo Hà Nam nằm trong thành tích chung của đoàn chèo Nam Hà và đoàn chèo Hà Nam Ninh
- “Trần Quốc Toản ra quân” của Hoài Giao, tiết mục được chọn ghi thành phim nhựa đầu tiên (1970 - 1971);
- “Lấn biển” của Đào Nguyên - Tào Mạt, tiết mục xuất sắc trong hội diễn sân khấu tại Nghệ An (1970);
- “Những người nói thật”- huy chương vàng hội diễn sân khấu toàn quốc tại Thanh Hóa (1985);
- “Anh lái đò sông Vị”- huy chương vàng hội diễn sân khấu chèo tại Thái Bình (1990);
- “Chàng mãi võ và cô hàng quạt”- huy chương bạc hội diễn sân khấu toàn quốc tại Huế 1995 (Nghệ sĩ Lương Duyên đạt huy chương vàng và giải tài sắc),
- “Vòng tay cuộc đời” - huy chương vàng hội diễn sân khấu duyên hải phía Bắc (1996). Những vở diễn được vinh danh đã khẳng định sự trở lại cội nguồn của nghệ thuật chèo, đánh dấu một thời đáng nhớ.

Giai đoạn sau 1997: 14 năm qua kể từ khi tái lập tỉnh đến nay Đoàn chèo Hà Nam đã dàn dựng được 17 vở diễn dài gồm chèo truyền thống và hiện đại, tham dự đều đặn Hội diễn sân khấu chuyên nghiệp toàn quốc hàng năm, được Hội nghệ sĩ sân khấu Việt Nam trao các giải thưởng xuất sắc:
- “Bài thơ treo dải yếm đào” - giải B (1997),
- Tỉnh rượu lúc tàn canh”- 1 huy chương vàng, 2 huy chương bạc cho các vai diễn (2000),
- “Súy Vân” - 2 huy chương vàng, 2 giải xuất sắc, 2 huy chương bạc cho các vai diễn (2001),
- “Trống giục sang canh”- giải C (2002), “Hoa đồng nội”- 3 huy chương vàng cho các vai diễn (2005),
- “Thắm mãi lòng son” - giải C năm 2006, “Đợi đến mùa xuân”- 1 huy chương vàng, 3 huy chương bạc cho các vai diễn (2009).
- " Đất thiêng nơi Mả Dấu" - HCB vở diễn năm 2019

Bên cạnh giải thưởng cho các vở diễn dài, đoàn còn vinh dự nhận nhiều giải thưởng khác: 1 giải Nhì, 1 giải Tài năng triển vọng tại Hội thi tài năng trẻ sân khấu chuyên nghiệp toàn quốc năm 2003, 2 giải C tại Liên hoan dân ca Việt Nam năm 2009…

## Thành tích
- Năm 2020, Tại Cuộc thi Tài năng trẻ diễn viên Chèo toàn quốc năm 2020 đã diễn ra tại Hà Nam, Chèo Hà Nam đã xuất sắc giành 1 huy chương vàng (Lê Thị Kim Cúc) và 3 huy chương bạc (Ngọc Thân, Thu Hà, Tuấn Dũng) và 2 giải triển vọng khác, xếp thứ năm các đoàn tham gia theo thành tích huy chương.
- Năm 2019, Tại Liên hoan sân khấu chèo toàn quốc diễn ra tại Bắc Giang, chèo Hà Nam tham dự với 2 vở diễn là "Bà Chúa Kho và Đất thiêng nơi mả Dấu" và giành huy chương bạc cho vở diễn "Đất thiêng nơi mả dấu"; giành 2 huy chương vàng cá nhân (Mạnh Thắng, Bích Nhạn) và 4 huy chương bạc, xếp thứ 8/16 đơn vị tham gia theo thành tích huy chương.
- Năm 2017, Cuộc thi Tài năng trẻ Diễn viên sân khấu Tuồng, Chèo chuyên nghiệp toàn quốc diễn ra ở Thanh Hóa, Chèo Hà Nam đồng xếp thứ 7 với 1 HCV của Dương Thị Dung.
- Năm 2016. Cuộc thi Nghệ thuật Sân khấu Chèo chuyên nghiệp toàn quốc diễn ra tại Ninh Bình. Nhà hát Chèo Hà Nam tham dự cuộc thi vở Chèo " Thi Sơn huyền tích " và đã giành được 2 HCV (nghệ sĩ Hải Yến - nghệ sĩ Bích Nhạn) và 2 HCB (nghệ sĩ Việt Dũng, nghệ sĩ Mạnh Thắng)
- Năm 2014, Tại "Cuộc thi tài năng trẻ diễn viên sân khấu Chèo chuyên nghiệp toàn quốc - 2014" diễn ra ở Ninh Bình, Nhà hát Chèo Hà Nam giành 02 HCB cho 02 diễn viên Nguyễn Hoài Thanh và Lê Thị Kim Cúc.[6] Xếp hạng 5 chung cuộc theo thành tích huy chương.
- Năm 2013, Tại cuộc thi Nghệ thuật Sân khấu chèo chuyên nghiệp toàn quốc 2013 diễn ra ở Hải Phòng[7] Nhà hát Chèo Hà Nam không giành Huy chương vở diễn “Bài thơ treo giải yếm đào”. Giải cá nhân có 1 Huy chương vàng (Bích Ngọc) và 02 Huy chương bạc (Hải Yến, Mạnh Hùng). Cơ cấu giải thưởng cuộc thi có tổng 03 vở diễn đạt HCV và 06 vở diễn đạt HCB, 42 HCV cá nhân, 68 HCB cá nhân. Xếp thứ 17/17 đoàn tham dự theo thành tích huy chương.
- Năm 2011, Tại Liên hoan Sân khấu Chèo về đề tài hiện đại – 2011 diễn ra ở Thái Bình,[8] Chèo Hà Nam không giành Huy chương vở diễn. Giải cá nhân có 01 Huy chương vàng (NSƯT. Lương Duyên) và 02 Huy chương bạc (Duy Khoát, Văn Chương). Cơ cấu giải thưởng cuộc thi có tổng 03 vở diễn đạt HCV và 03 vở diễn đạt HCB, 27 HCV cá nhân, 50 HCB cá nhân. Xếp hạng 12/13 đoàn tham dự theo thành tích huy chương.
- Năm 2009, Tại Hội diễn sân khấu Chèo chuyên nghiệp toàn quốc - 2009 diễn ra ở Quảng Ninh[9] Nhà hát Chèo Hà Nam không giành Huy chương giải vở diễn (Cơ cấu giải hội diễn có 02 vở diễn đạt Huy chương vàng và 05 vở diễn đạt Huy chương bạc). Giải cá nhân có 01 Huy chương vàng (NSƯT Lương Duyên) và 03 Huy chương bạc (Mạnh Hùng, Quốc Khoát, Việt Dũng). Xếp thứ 14/17 đoàn tham dự theo thành tích huy chương.